# Les Cresnays

Les Cresnays este o comună în departamentul Manche, Franța. În 1 ianuarie 2022 avea o populație de 230 de locuitori.